# 1960 v loďstvech
Tento článek obsahuje významné události v oblasti loďstev v roce 1960.

## Lodě vstoupivší do služby
- 31. března –  HMS Rhyl (F129) – fregata Typu 12M Rothesay

- 23. dubna –  HMS Rothesay (F107) – fregata Typu 12M Rothesay

- 26. června –  HMS Yarmouth (F101) – fregata Typu 12M Rothesay

- 7. července –  HMS Lincoln (F99) – fregata Typu 61 Salisbury

- 20. července –  HMS Lion (C34) – křižník třídy Tiger

- 29. července –  USS Scorpion (SSN-589) – útočná ponorka třídy Skipjack

- 13. září –  Oquendo (D41) – torpédoborec třídy Oquendo

- 9. listopadu –  USS Tullibee (SSN-597) – útočná ponorka

- 6. prosince –  NAe Minas Gerais – letadlová loď třídy Colossus